# 高松市番町二丁目公園

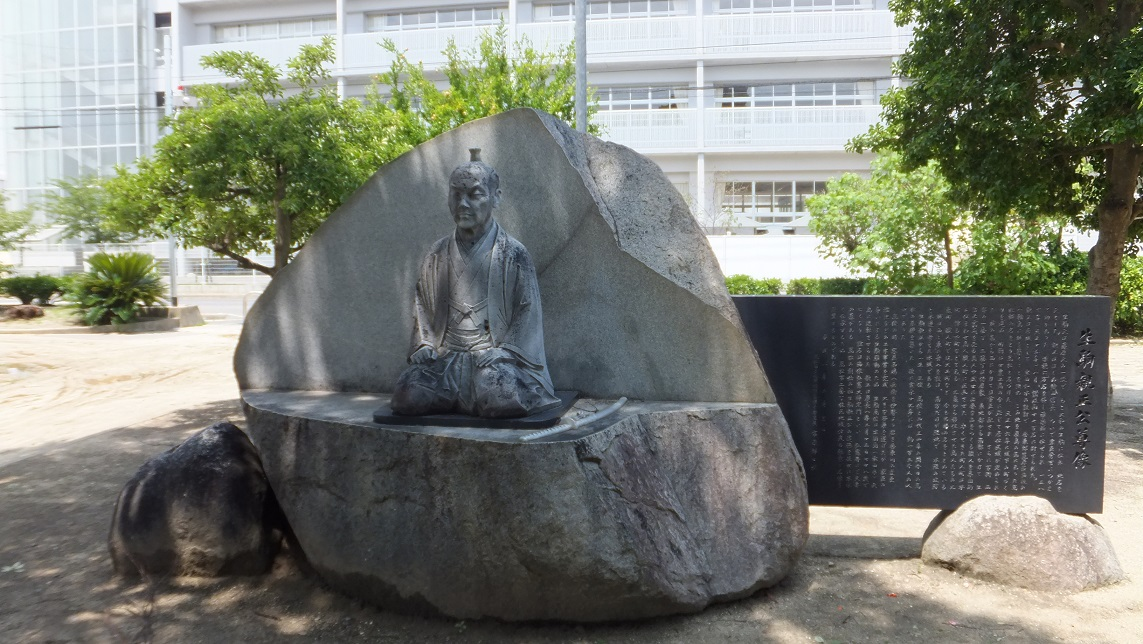
生駒親正像

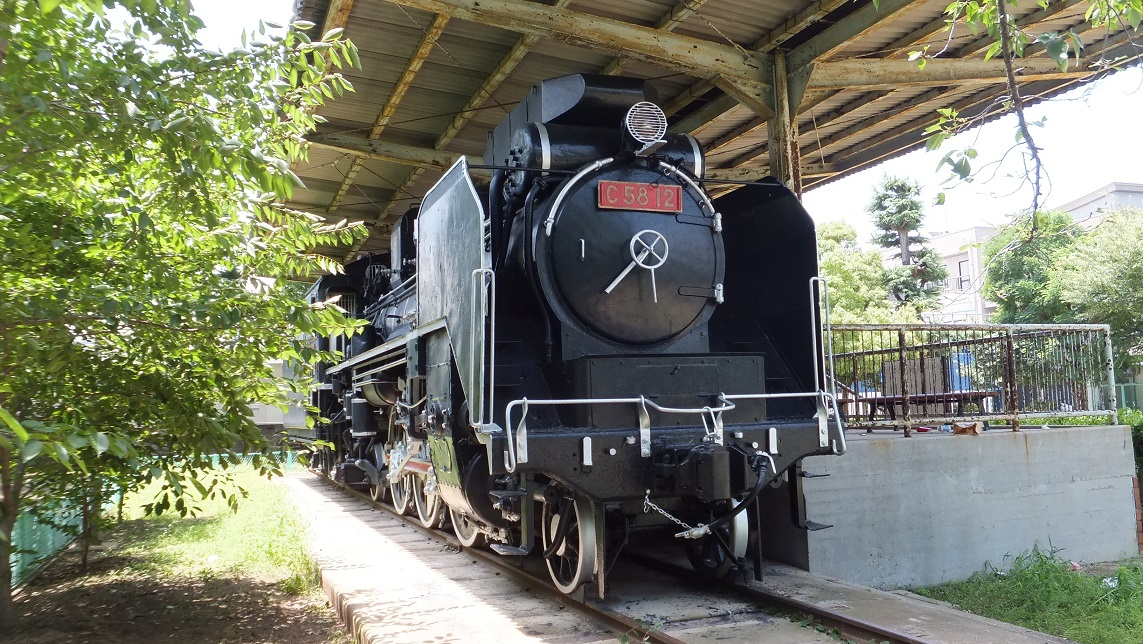
国鉄C58形蒸気機関車（12号機）

番町二丁目公園（ばんちょうにちょうめこうえん）とは、高松市番町にある都市公園である。1964年（昭和39年）4月1日設置された。面積は0.31ヘクタール。

## 概要
公園は多目的広場と遊具広場の2つの区域に分けられる。
東側にある遊具広場には滑り台、ジャングルジム、シーソー、スプリング遊具などがある。
西側の多目的広場は、老人から児童までが利用できる場となっている。
そこにはプラットホームのように仕立てられたところに国鉄C58形蒸気機関車（12号機）があり、プラットホームにはベンチがある。
西側と東側の境目には、豊臣政権下で讃岐国に入封し、高松城と城下町を整備した生駒親正の石像がある。

## 交通アクセス
- JR四国予讃線・高徳線高松駅：徒歩約15分
- ことでんバス幸町バス停：徒歩約5分

## 周辺の施設
- 徳成寺
- 香川県立高松工芸高等学校
- 高松市立新番丁小学校